# 독일 기독교민주연합 (동독)
독일 기독교민주연합(獨逸 基督敎民主聯合, 독일어: Christlich-Demokratische Union Deutschlands)은 독일에서 창당된 기독교 민주주의 우익 정당이었다. 소련의 위성 국가로 있던 1989년까지 독일 사회주의통일당의 위성정당으로 전락하여, 기독교 사회주의로 노선을 바꾸었다가, 1989년부터 다시 기독교 민주주의로 노선을 바꾸었다. 독일의 재통일 이후에는 서독 지역의 독일 기독교민주연합에 자동 흡수되었다.